# 1946年11月23日日食
1946年11月23日日食是一次日偏食，發生於1946年11月23日。新月當天（即朔日），地球上觀測到月球和太阳的角距離極小，此時月球如果恰好在月球交點附近，穿過太阳和地球之間，與地球、太阳接近一直線，則會出現日食。由於月球偏北或偏南，本影及偽本影從地球以北或以南經過而未接觸地表，只有半影覆蓋了地球北端或南端部分區域，形成日偏食。此次日偏食月球偏北，出現在北美洲大部及周邊部分地區。
通常每年有2次日食，而1946年共有4次，全都是日偏食。本次日食是其中第四次，即最後一次。

## 日食概況

### 出現區域
本次日偏食可在加拿大中南部、紐芬蘭自治領（今加拿大紐芬蘭與拉布拉多省）、阿拉斯加領地（今美国阿拉斯加州）東南角、格陵兰南部、圣皮埃尔和密克隆、美国除西南部外的大部、百慕大、中美洲大陸部分東北角及加勒比地區、南美洲北部沿海、亚速尔群岛、馬德拉群島、加那利群島西部看到。

### 基本參數
- 類型：日偏食
- 食分最大處（位於格陵兰南部）資料：
  - 時間：1946年11月23日17:36:44
  - 地點：63°24′N 45°18′W / 63.4°N 45.3°W
  - 食分：0.7758（日食帶內最大）[3]

## 相關的日食

### 1946-1949年的日食
月球交替位於相對的月球交點時，以半個交點年（食年），即約177天又4小時間隔出現下列日食。
註：1946年1月3日和1946年6月29日的日偏食屬於上一組交點年系列。
| 升交點   | 升交點                   |          | 降交點                    | 降交點 |
| 沙羅周期 | 地圖                     | 沙羅周期 | 地圖                      |        |
| 117      | 1946年5月30日 偏食（南） | 122      | 1946年11月23日 偏食（北） |        |
| 127      | 1947年5月20日 全食       | 132      | 1947年11月12日 環食       |        |
| 137      | 1948年5月9日 環食        | 142      | 1948年11月1日 全食        |        |
| 147      | 1949年4月28日 偏食（北） | 152      | 1949年10月21日 偏食（南） |        |

### 沙羅周期
沙羅周期長度為18年11天。本次日食屬於沙羅周期122，共包含70次日食，依次為991年4月17日至1117年7月1日的8次日偏食、1135年7月12日至1171年8月3日的3次日全食、1189年8月13日至1207年8月25日的2次全環食（亦稱混合食）、1225年9月4日至1874年10月10日的37次日環食、1892年10月20日至2235年5月17日的20次日偏食，總共歷時1244.08年。其中最長的全食發生於1135年7月12日，共持續了1分25秒。
下表列舉了1901年至2100年間發生的屬於該周期的日食，是第52至62次：
| 52            | 53             | 54             |
| ------------- | -------------- | -------------- |
| 1910年11月2日 | 1928年11月12日 | 1946年11月23日 |
| 55            | 56             | 57             |
| 1964年12月4日 | 1982年12月15日 | 2000年12月25日 |
| 58            | 59             | 60             |
| 2019年1月6日  | 2037年1月16日  | 2055年1月27日  |
| 61            | 62             |                |
| 2073年2月7日  | 2091年2月18日  |                |

## 資料來源
1. ↑  樊忠玉. . 中国天文科普网.   [2016-03-26]. （原始内容存档于2014-09-17）.
2. ↑  Fred Espenak. . NASA Eclipse Web Site.   [2019-01-02]. （原始内容存档于2020-10-23）.（英文）
3. ↑  Fred Espenak. . NASA Eclipse Web Site.   [2019-01-02]. （原始内容存档于2020-10-23）.（英文）
4. ↑  Fred Espenak. . NASA Eclipse Web Site.（英文）

## 外部連結
- NASA日食專頁（页面存档备份，存于）（英文）
- 可見區域圖和時間統計：由弗雷德·埃斯佩納克做出的日食預報，NASA/GSFC
  - 貝塞爾元素

| \| \| 日食 \|                             |                               |                                           |
| 上一次日食： 1946年6月29日日食 （日偏食） | 1946年11月23日日食 （日偏食） | 下一次日食： 1947年5月20日日食 （日全食） |
| 上一次日偏食： 1946年6月29日日食          | 1946年11月23日日食 （日偏食） | 下一次日偏食： 1949年4月28日日食          |
|                                           | 日食                          |                                           |